# بازگشت پدرخوانده
بازگشت پدرخوانده، رمانی است که توسط نویسنده مارک وینگاردنر نوشته شده و در سال ۲۰۰۴ منتشر شده‌است. این رمان دنباله رمان ماریو پوزو در سال ۱۹۶۹با نام پدرخوانده و سیسیلی‌ها (۱۹۸۴) است. ناشر، راندوم هاوس، وینگاردنر را برای نوشتن دنباله ای پس از مرگ پوزو انتخاب کرد. از آنجا که رمان اصلی سالهای ۱۹۴۵ تا ۱۹۵۵ را شامل می‌شد، و شامل داستانهای قابل توجهی از زندگی دون ویتو کورلئونه بود، سالهای ۱۹۵۵ تا ۱۹۶۲ را شامل می‌شود و شامل پیشینه قابل توجهی از زندگی مایکل کورلئونه قبل از نخستین رمان است. این سومین کتاب از مجموعه رمان‌های «پدرخوانده» است.
این رمان همچنین با نام پدرخوانده: سال‌های گمشده منتشر شد.

## طرح
داستان پس از پایان نخستین رمان شروع می‌شود. وقایع فیلم پدرخوانده قسمت دوم در بازه زمانی این رمان رخ می‌دهد، اما فقط در پس زمینه ذکر شده‌است. بسیاری از شخصیت‌های پوزو به ویژه فردو کورلئونه، تام هاگن و جانی فونتانه گسترش یافته‌اند و شخصیت‌های جدیدی مانند نیک گراچی، دنی شی و فرانچسکا کورلئونه معرفی می‌شوند. نیمه دیگر رمان بیشتر به نقش مایکل در نقش دون و رؤیای مشروعیت بخشیدن به خانواده کورلئونه می‌پردازد. این رمان خدمات مایکل در جنگ جهانی دوم و همچنین زندگی مخفی برادرش فردو را گسترش می‌دهد. این رمان چگونگی پیوستن سانی، فردو و تام هاگن به تجارت خانوادگی و همچنین مرگ پیت کلمنزا و سالواتوره تسیو را نشان می‌دهد.
بازگشت پدرخوانده توسط انتقام پدرخوانده در سال ۲۰۰۶ دنبال شد که همچنین توسط وینگاردنر نوشته شده‌است.

## زمینه
در دهه ۱۹۹۰، برای نوشتن دنباله ای برای پدرخوانده، به پوزو نزدیک شده بودند. او نپذیرفت، اما اظهار داشت که مخالفت نخواهد داشت که دنباله ای توسط نویسنده دیگری نوشته شود. چندین سال پس از مرگ پوزو در سال ۱۹۹۹، مسابقه ای را برای انتخاب یک نویسنده باهوش برگزار شد: شرکت کنندگان در این کار باید خلاصه ای از کتاب پیشنهادی خود را به همراه یک فصل نمونه کامل بنویسند. وینگاردنر از میان چند هزار شرکت کننده به عنوان نویسنده رمان جدید انتخاب شد.

## خلاصه رمان
پس از مرگ ویتو کورلئونه، پسرش مایکل کنترل خانواده را به دست می‌گیرد. او با کمک تام هاگن، برادرخوانده و مشاورش، فردو را کنار گذاشته و از طریق ترورهای حساب شده، موقعیت خود را تثبیت می‌کند. یکی از این ترورها علیه مایک گراسی انجام می‌شود که به اشتباه زنده می‌ماند و کینه مایکل را به دل می‌گیرد.
مایکل در لاس وگاس مستقر شده و همزمان به کسب‌وکارهای قانونی و غیرقانونی کازینوها می‌پردازد. او با هایمن روث، رئیس مافیای رقیب، همکاری می‌کند، در حالی که روث در خفا به دنبال انتقام مرگ دوستش مو گرین است.
مایکل تلاش می‌کند تا از رئیس مافیا به تاجری قانونی تبدیل شود، اما همچنان به طرح‌های غیرقانونی مانند نفوذ در کاخ سفید ادامه می‌دهد. او معتقد است تفاوتی بین ثروت قانونی و غیرقانونی وجود ندارد.
در جریان داستان، نیک گراسی (پسر مایک گراسی) به مقام بالایی در سازمان مایکل می‌رسد و از فردو برای ضربه زدن به مایکل استفاده می‌کند. مایکل از سوءقصد جان سالم به در می‌برد، روث را در کوبا به قتل می‌رساند و فردو پس از خیانت فرار می‌کند.
در پایان، مایکل به رغم تلاش‌هایش برای مشروعیت، بیشتر در زندگی جنایی غرق می‌شود. همسرش کی که از اعمال او وحشت دارد، تصمیم به ترک او می‌گیرد.

## گزارش
میشیکو کاکوتانی، در حال نوشتن در نیویورک تایمز، آن را «یک عملکرد کاملاً محکم: باتکلیف، تعلیق و فقط گاهی آزار دهنده» خواند.